# Dargaz (shahrestan)
Dargaz (persiska: شهرستان درگز, درگز) är en delprovins (shahrestan) i Iran.   Den ligger i provinsen Razavikhorasan, i den nordöstra delen av landet, 700 km öster om huvudstaden Teheran. Administrativ huvudort är Dargaz.
Delprovinsen hade 72 355 invånare 2016.